# Дом Джона Ванметера
Дом Джона Ванметера (англ. Vanmeter Church Street House) — это исторический дом, расположенный на Чёрч-стрит в городе Чилликоти, штат Огайо, США.

## История
Построенный в стиле греческого возрождения в 1848 году дом был возведен фермером Уильямом Томпсоном. Спустя всего восемь лет после этого, дом был куплен политиком партии вигов Джоном Ванметером, уроженцем Вирджинии, который жил в округе Росс в течение тридцати лет. После работы в Палате представителей штата Огайо и Сенате Огайо в 1830-х годах Ванметер отбыл один срок в Палате представителей США с 1843 по 1845 год.
Дом Ванметра представляет собой двухэтажное кирпичное здание, расположенное в историческом районе хорошо сохранившихся домов XIX века. Построенный из кирпича и покрытый металлической крышей, он был признан одним из лучших сооружений в стиле греческого возрождения в этом районе. После своей смерти Ванметер завещал свой дом младшим членам семьи, в конце 1970-х годов он все еще принадлежал семье Ванметеров.
В 1979 году дом Ванметера на Чёрч-стрит был включен в Национальный реестр исторических мест вместе с двумя постройками. Он был включён в Реестр как памятник местной истории, а также как хорошо сохранившееся строение в архитектурном стиле греческого возрождения.